# Norman, Oklahoma
Norman (AFI,  /ˈnɔrmən/ ) este o municipalitate, un oraș și sediul comitatului Cleveland din statul Oklahoma din Statele Unite ale Americii. Norman, care se găsește la circa 32 de km (sau 20 mile) sud de centrul orașului, este parte a zonei metropolitane grupate în jurul orașului Oklahoma City.
Norman, care se află într-o regiune de prerie a statului Oklahoma, se găsește la altitudinea de 357 m, ocupă o suprafață de 490,8 km², dintre care 458,4 km² este uscat.
Conform unei estimări din anul 2006 orașul avea 102.827 de locuitori, dintre care aproximativ 25.000 erau studenți. După doar patru ani, conform recensământului efectuat de United States Census Bureau în anul 2010, cu o populație de 110.925 de locuitori, Norman devenise cel de-al treilea oraș ca populație din statul Oklahoma și cel de-al 235-lea din Statele Unite.

## Personalități marcante
- Candy Clark, actriță
- James Garner, actor
- Vince Gill, cântăreț de muzică country
- Karl Guthe Jansky, fizician
- Eugene Stanley, fizician
- Martin Gardner, jurnalist și autor american